# Kaori
Kaori (jap. かおり, カオリ) – żeńskie imię japońskie.

## Możliwa pisownia
Kaori można zapisać używając wielu różnych znaków kanji i może znaczyć m.in.:
- 香, „zapach”[1]
- 馨, „zapach”
- 薫, „zapach”
- 香織
- 佳織.

## Znane osoby
- Kaori Fukuhara (香織), japońska seiyū
- Kaori Ichō (馨), japońska zapaśniczka
- Kaori Iida (圭織), japońska piosenkarka i aktorka
- Kaori Inoue (香織), japońska siatkarka
- Kaori Kobayashi (香織), japońska saksofonistka i flecistka smooth jazzowa
- Kaori Matsumoto (薫), japońska judoczka, mistrzyni świata
- Kaori Mizuhashi (かおり), japońska seiyū
- Kaori Momoi (かおり), japońska aktorka
- Kaori Nazuka (佳織), japońska seiyū
- Kaori Takeyama (香里), japońska snowboardzistka
- Kaori Yuki (香織里), japońska mangaka

## Fikcyjne postacie
- Kaori (カオリ), bohaterka mangi i filmu anime Akira
- Kaori (かおり), bohaterka mangi i anime Azumanga Daioh
- Kaori Izumi (泉香), bohaterka mangi i anime Gokujō Seitokai
- Kaori Kanzaki (火織), postać z powieści, mangi i anime Toaru majutsu no Index
- Kaori Miyazano (かをり), postać z mangi i anime Twoje kwietniowe kłamstwo
- Kaori Rokumeikan (香), bohaterka serialu tokusatsu Chōjin Sentai Jetman
- Kaori Sakai (香織), postać z anime B Gata H Kei
- Kaori Sakuragi (花織), bohaterka mangi i anime Strawberry Panic!